# Es reißet euch ein schrecklich Ende, BWV 90

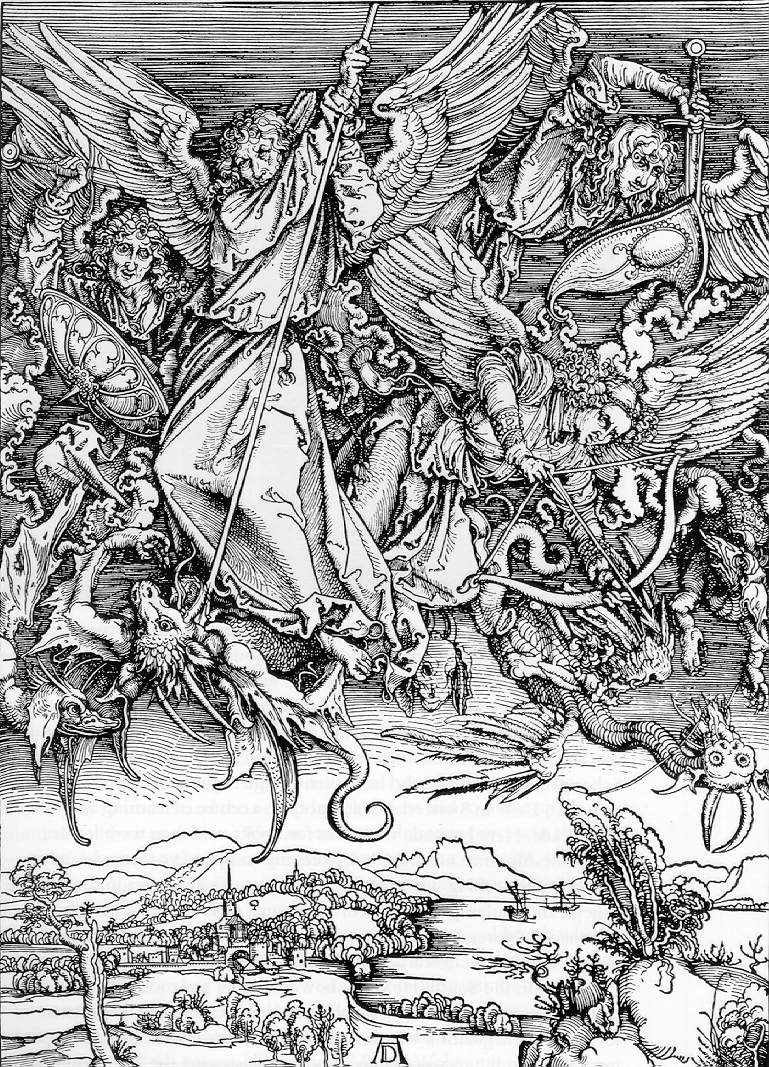
Gravat de Dürer referent a la Gran Tribulació.

Es reißet euch ein schrecklich Ende, BWV 90 (Us espera un final horrorós), és una cantata religiosa de Johann Sebastian Bach per al vint-i-cinquè diumenge després de la Trinitat, estrenada a Leipzig el 14 de novembre de 1723.

## Origen i context
Aquesta cantata és l'última del conjunt de deu, BWV 81 a 90, que només fa ús del cor en el coral final. D'autor anònim empra la setena estrofa de l'himne Nimm von uns, Herr, du treuer Gott de Martin Moller (1584) en el coral. El text fa referència a les lectures del dia, Primera carta als Tessalonicencs (4, 13-18) que parla dels difunts i la vinguda del Senyor, i de l'evangeli (Mateu 24, 15-28) que ho fa sobre les persecucions i tribulacions d'aquells dies. Temes apocalíptics i escatològics, apropiats per als últims diumenges de l'any litúrgic, reflectits en el mateix títol de la cantata, que expressa la por dels cristians al Judici final. Per a aquest diumenge es conserva una altra cantata, la BWV 116.

## Anàlisi
Obra escrita per a contralt, tenor, baix i cor; trompeta, corda i baix continu. Consta de cinc números.
1. Ària (tenor): Es reisset euch ein schrecklich Ende (Us espera un final horrorós)
2. Recitatiu (contralt): Des Höchsten Güte wird von Tag zu Tage neu (La pietat de l'Altíssim cada dia es renovella)
3. Ària (baix): So löschet im Eifer der rächende Richter (El jutge enfellonit fins al capdamunt)
4. Recitatiu (tenor): Doch Gottes Auge sieht auf uns als Auserwählte (Tanmateix, els ulls de Déu ens miren com elegits seus)
5. Coral: Leit uns mit deiner rechten Hand (Que ens acompanyi la teva mà recta)

L'ària de tenor inicial ja és una acusació “Us espera un final esgarrifós, càfila de menyspreables pecadors”, que Bach expressa de manera enèrgica mitjançant melismes vigorosos, ruptura de les frases i grans salts de la veu que arriba al punt més alt del registre del tenor. El número 2, un recitatiu secco de contralt presta atenció especial a les exclamacions “O” i “Ai las” plenes de dramatisme, dona pas al tercer número, el moment més àlgid de la cantata. Una ària de baix amb la trompeta, un recurs típic de Bach per expressar el poder, la por, el domini, etc., anuncia que l'home sofrirà l'ultratge dels llocs sagrats; és, de fet, una fanfara amb aire de marxa que es va transformant en figures convulses en un diàleg entre la trompeta i el primer violí. El recitatiu del tenor, número 4, exhorta els fidels i prepara el cant de la comunitat, personificada en el cor, en el coral final que aporta la llum i l'esperança; el text indicat es canta amb una melodia que solia acompanyar el Vater unser im Himmelreich (Pare Nostre). Té una durada aproximada de quasi un quart d'hora.

## Discografia seleccionada
- J.S. Bach: Das Kantatenwerk. Sacred Cantatas Vol. 5. Gustav Leonhardt, Knabenchor Hannover (Heinz Hening, director), Collegium Vocale Gent (Philippe Herreweghe, director), Leonhardt-Consort, Paul Esswood, Kurt Equiluz, Max van Egmond. (Teldec), 1994.
- J.S. Bach: The complete live recordings from the Bach Cantata Pilgrimage. CD 46: Erlöserkirche, Potsdam; 29 d'octubre de 2000. John Eliot Gardiner, Monteverdi Choir, English Baroque Soloists, William Towers, James Gilchrist, Peter Harvey. (Soli Deo Gloria), 2013.
- J.S. Bach: Complete Cantatas Vol. 8. Ton Koopman, Amsterdam Baroque Orchestra & Choir, Bogna Bartosz, Jörg Dürmüller, Klaus Mertens. (Challenge Classics), 2005.
- J.S. Bach: Cantatas Vol. 15. Masaaki Suzuki, Bach Collegium Japan, Robin Blaze, Gerd Türk, Peter Kooij. (BIS), 2001.
- J.S. Bach: Church Cantatas Vol. 28. Helmuth Rilling, Gächinger Kantorei, Bach-Collegium Stuttgart, Helen Watts, Adalbert Kraus, Siegmund Nimsgern. (Hänssler), 1999.